# Блазень Саймон (фільм, 1925)
«Блазень Саймон» (англ. Simon the Jester) — американська драма режисера Джорджа Мелфорда 1925 року.

## У ролях
- Юджин О'Браєн — Саймон де Же
- Лілліен Річ — Лола Брандт
- Едмунд Бернс — Дейл Кіннерслі
- Генрі Б. Волтголл — Брандт
- Біллі Платт — Карлик